# Gerardo Manuel González
Gerardo Manuel González (Rosario, 17 de agosto de 1959) es un exfutbolista argentino. Jugaba como delantero y su primer club fue Rosario Central. Desde hace varios años es el representante de Futbolistas Argentinos Agremiados en Rosario.

## Carrera
Su debut en el primer equipo canalla sucedió el 29 de noviembre de 1978, cuando Rosario Central empató a cero contra Gimnasia y Esgrima La Plata, en cotejo válido por la 8.ª fecha del Nacional. Sumó algunos partidos durante 1979 antes de ser cedido a préstamo a Atlético Ledesma. Retornó a Central en 1982, logrando mayor participación. Marcó un gol en el clásico rosarino del 5 de diciembre de 1982 frente a Newell's Old Boys, que finalizó igualado en un tanto. Repitió el hecho en el empate a tres goles del 9 de octubre de 1983. Dejó Rosario Central al finalizar 1984, habiendo totalizado 118 presencias con la casaca auriazul y marcado 18 goles.
Continuó su carrera en San Lorenzo de Almagro y luego en Toluca de México. Regresó a Argentina, donde jugó en Platense, Gimnasia y Esgrima La Plata y Estudiantes de La Plata en temporadas sucesivas. 
En 1989 emigró hacia Israel, donde se coronó campeón de Primera División con el Bnei Yehuda Tel Aviv en la temporada 1989/90. Tras jugar en Hapoel Jerusalem FC, retornó a su país natal para retirarse vistiendo la casaca de Central Córdoba de Rosario.

## Clubes

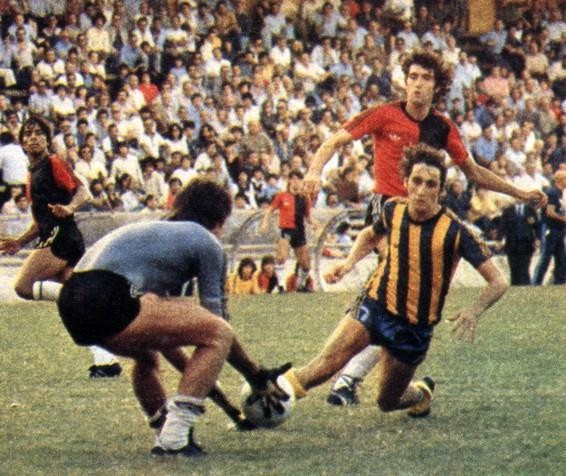
Acción en la que González sufre una falta penal, que sería cambiada por gol a través de Edgardo Bauza, partido del 25 de abril de 1982, Rosario Central 2 - Newell's 1.

| Club                        | País      | Año       |
| --------------------------- | --------- | --------- |
| Rosario Central             | Argentina | 1978-1979 |
| Atlético Ledesma            | Argentina | 1980-1981 |
| Rosario Central             | Argentina | 1982-1984 |
| San Lorenzo de Almagro      | Argentina | 1985      |
| Toluca                      | México    | 1985-1986 |
| Platense                    | Argentina | 1986-1987 |
| Gimnasia y Esgrima La Plata | Argentina | 1987-1988 |
| Estudiantes de La Plata     | Argentina | 1988-1989 |
| Bnei Yehuda Tel Aviv        | Israel    | 1989-1990 |
| Hapoel Jerusalem FC         | Israel    | 1990-1991 |
| Central Córdoba (Rosario)   | Argentina | 1991-1994 |

## Selección nacional
Disputó 3 encuentros amistosos en 1984, sin marcar goles. Fue durante la Era Bilardo.

### Participaciones en la Selección
| Instancia | Fecha      | Estadio                  | Rival   | Resultado |
| --------- | ---------- | ------------------------ | ------- | --------- |
| Amistoso  | 18-07-1984 | Centenario, Montevideo   | Uruguay | 0-1       |
| Amistoso  | 02-08-1984 | Monumental, Buenos Aires | Uruguay | 0-0       |
| Amistoso  | 01-09-1984 | Wankdorf, Berna          | Suiza   | 2-0       |

## Palmarés
| Equipo               | País   | Título                 | Año     |
| -------------------- | ------ | ---------------------- | ------- |
| Bnei Yehuda Tel Aviv | Israel | Liga Premier de Israel | 1989-90 |